# New Party (Regne Unit)
El New Party (en català: «Partit Nou») va ser un partit polític actiu breument al Regne Unit a principis dels anys trenta. Va ser fundat per Sir Oswald Mosley, un diputat que havia pertangut tant als partits tan conservador com laborista. Va abandonar el laborista després que la seva conferència de 1930 rebutgés per rigor el seu «Memoràndum Mosley», un document que havia escrit on es descriu com tractaria el problema de l'atur.

## Memoràndum Mosley
El 6 de desembre de 1930, Mosley va publicar una versió ampliada del «Memoràndum Mosley», que va ser signada per Mosley, la seva dona i companya diputada laborista Lady Cynthia i 15 diputats laboristes més: Oliver Baldwin, Joseph Batey, Aneurin Bevan, WJ Brown, William Cove, Robert Forgan, JF Horrabin, James Lovat-Fraser, John McGovern, John James McShane, Frank Markham, HT Muggeridge, Morgan Philips Price, Charles Simmons i John Strachey. També va ser signat per AJ Cook, secretari general de la Federació de Miners de Gran Bretanya.

## La fundació del New Party

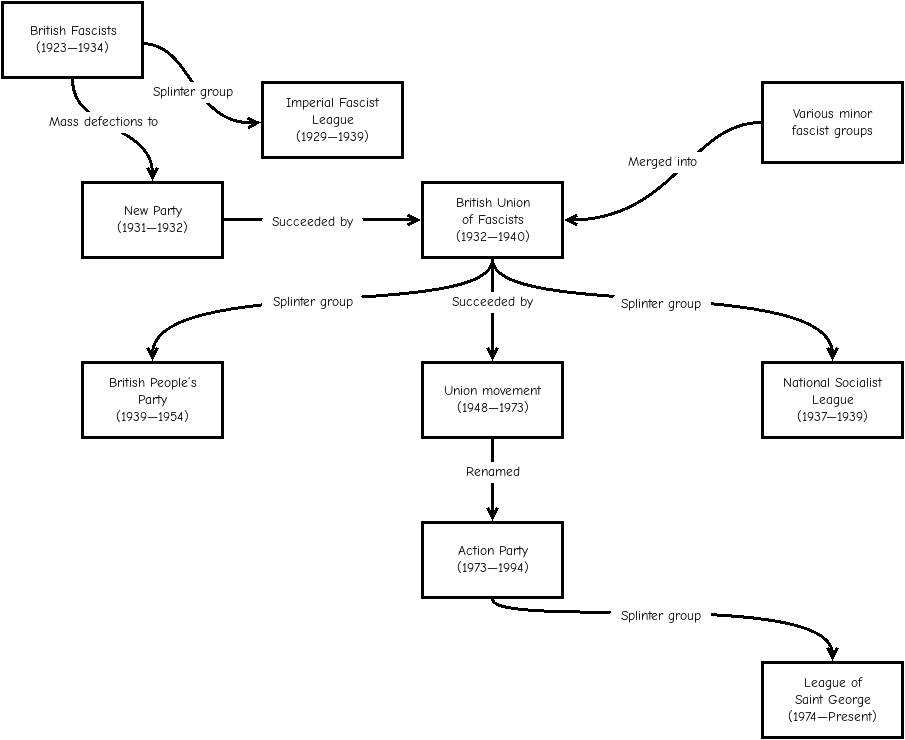
Un diagrama de flux que mostra la història del primer moviment feixista britànic

El 28 de febrer de 1931, Mosley va dimitir del Partit Laborista i va crear el New Party l'endemà. El partit es va formar per sis dels diputats laboristes que van signar el Manifest Mosley (Mosley i la seva dona, Baldwin, Brown, Forgan i Strachey), encara que dos (Baldwin i Brown) van renunciar a ser-ne membres un dia després i es van asseure a la Cambra dels Comuns com a diputats independents; Strachey va dimitir al juny. El partit va rebre 50.000 lliures de finançament de Lord Nuffield i va publicar una revista anomenada Action, editada per Harold Nicolson. A més, Nicolson va produir una pel·lícula de propaganda del New Party titulada Crisis i tenia l'objectiu de mostrar-la als cinemes, però els censors van prohibir la pel·lícula, ja que es considerava que «descreditaria el Parlament» a causa de la seva representació de parlamentaris adormits als bancs. En aquest cas, la pel·lícula només es va projectar a les reunions del New Party. Mosley també va crear una milícia del partit, els «Biff Boys» dirigida pel capità de la selecció de rugbi d'Anglaterra Peter Howard.
Les primeres eleccions del New Party va ser a les eleccions parcials d'Ashton-under-Lyne l'abril de 1931. El candidat era Allan Young, i el seu agent electoral era Wilfred Risdon. Amb una organització esgotada, van obtenir un 16% dels vots, dividint el vot laborista i permetent que un conservador tornés als Comuns. Dos diputats més es van unir al New Party més tard el 1931: WED Allen dels unionistes i Cecil Dudgeon dels liberals. A les eleccions generals de 1931, el New Party va disputar 25 escons, però només el mateix Mosley i un candidat a Merthyr Tydfil (Sellick Davies es va oposar només a un candidat del Partit Laborista Independent (ILP) a Merthyr, mentre que Mosley es va oposar tant als candidats conservadors com als laboristes a Merthyr). Stoke) va obtenir un nombre decent de vots i tres candidats van perdre els seus dipòsits. La campanya de les eleccions generals del New Party de Mosley va rebre una destacada cobertura de premsa a diversos diaris nacionals durant l'any 1931 amb The Manchester Guardian informant que «Els administradors portaven rosetes negre i ambre, els colors de Mosley. Abelles enfeinades, portant la mel de la prosperitat? Aquest pot ser-ne el simbolisme.»

## Polítiques
El programa del New Party es va basar en el «Memoràndum Mosley»-Defensava una política nacional per fer front a la crisi econòmica que havia provocat la Gran Depressió. El seu desig d'un control complet de les decisions de presa de polítiques al New Party va portar a molts membres a deixar el partit. Va afavorir l'atorgament de poders amplis al govern, amb només control general del Parlament, i la creació d'un gabinet de cinc membres sense cartera específica, semblant al gabinet de guerra adoptat durant la Primera Guerra Mundial. La seva estratègia econòmica va seguir àmpliament el pensament keynesià i va suggerir una inversió generalitzada en habitatge per oferir feina i millorar els estàndards d'habitatge en general i també donar suport al proteccionisme amb propostes de murs d'aranzels elevats.

## Desaparició
Després de les eleccions, Mosley va fer una gira per Europa i es va convèncer de les virtuts del feixisme. A poc a poc, el New Party es va tornar més autoritari i algunes parts del partit, en particular el seu moviment juvenil NUPA va adoptar un pensament obertament feixista i alguns símbols com els uniformes de camisa grisa. El fort gir del New Party cap al feixisme va portar a partidaris anteriors com John Strachey i Harold Nicolson a abandonar-lo. El 1932, Mosley va unir la majoria de les diferents organitzacions feixistes britàniques per formar la Unió Britànica de Feixistes en la qual es va fusionar el New Party. De la secció escocesa es va formar el Partit Feixista Democràtic Escocès, encapçalat per William Weir Gilmour.

## Resultats electorals

### Eleccions parcials, 1929–1931
| Eleccions parcials                             | Candidat    | Vots  | % Compartir   | Posició |
| ---------------------------------------------- | ----------- | ----- | ------------- | ------- |
| Eleccions parcials d'Ashton-under-Lyne de 1931 | Allan Young | 4.472 | \| \| 16 % \| | 3       |
|                                                | 16 %        |       |               |         |

### Eleccions generals al Regne Unit de 1931
|  | 1,4 % |

|  | 2,3 % |

|  | 1,06 % |

|  | 1 % |

|  | 3,6 % |

|  | 2,13 % |

|  | 3,4 % |

|  | 3 % |

|  | 1,9 % |

|  | 1,5 % |

|  | 1,2 % |

|  | 1,4 % |

|  | 1,4 % |

|  | 4,6 % |

|  | 30,6 % |

|  | 1,7 % |

|  | 1,3 % |

|  | 1,6 % |

|  | 2,2 % |

|  | 24,1 % |

|  | 1,4 % |

|  | 1,6 % |

|  | 4 % |

|  | 0,7 % |